# Mihail Plămădeală
Mihail Plămădeală (n. 1945) este un general-maior de poliție din Republica Moldova, care a îndeplinit funcția de ministru al afacerilor interne în Guvernul Republicii Moldova (24 ianuarie 1997 - 22 mai 1998).

## Biografie
Mihail Plămădeală s-a născut în anul 1945. A absolvit Facultatea de Drept a Universității de Stat a Moldovei, fiind jurist de profesie.
A îndeplinit funcția de ministru al afacerilor interne în Guvernul Republicii Moldova (24 ianuarie 1997 - 22 mai 1998). I s-a acordat, la data de 6 februarie 1997, gradul special de general-maior de poliție, de către președintele Petru Lucinschi.
La 5 iunie 1998, a fost numit în funcția de consilier al președintelui Lucinschi și secretar al Consiliului Suprem de Securitate, îndeplinind această demnitate până la 10 februarie 2000, când a fost eliberat din funcția de consilier prezidențial la cerere.
La 18 februarie 2000, "pentru activitate îndelungată și rodnică în organele administrației publice și contribuție substanțială la asigurarea securității statului și la combaterea criminalității", președintele Petru Lucinschi i-a conferit Ordinul "Gloria Muncii".
În urma alegerilor parlamentare din martie 2001, a fost ales deputat pe listele blocului electoral "Alianța Braghiș". El s-a alăturat Alianței Braghiș, în calitate de președinte al organizației obștești "Republica", precum și în calitate de reprezentant al Congresului cetățenilor, manifestație care a avut loc în Moldova în ajunul alegerilor parlamentare din 2001 și la care au participat circa 5.000 de persoane. După alegerea sa ca deputat, Mihail Plămădeală a părăsit "Alianța Braghiș", declarându-se deputat independent. 
În calitate de deputat, a deținut funcția de vicepreședinte al comisiei juridice pentru numiri și imunități și președinte al comisiei parlamentare speciale pentru anchetarea cazului răpirii deputatului PPCD, Vlad Cubreacov. În octombrie 2003, Mihail Plămădeală și-a depus demisia din funcția de deputat, motivându-și decizia prin faptul că ar dori să se ocupe în continuare de jurisprudență.
În prezent, lucrează ca avocat la Biroul asociat de avocați din Chișinău. A candidat la funcția de deputat în Parlamentul Republicii Moldova pentru alegerile parlamentare din 6 martie 2005 din partea Partidului Dreptății Social-Economice din Moldova (PDSEM), dar această formațiune politică nu a atins pragul electoral.
La 24 februarie 2010, ministrul afacerilor interne al Republicii Moldova, generalul Victor Catan, l-a decorat pe generalul Plămădeală cu „Crucea de merit", cea mai înaltă distincție a MAI cu prilejul aniversării a 65 de ani de viață.